# Semiothisa posticaria
Semiothisa posticaria är en fjärilsart som beskrevs av Walker 1869. Semiothisa posticaria ingår i släktet Semiothisa och familjen mätare. Inga underarter finns listade i Catalogue of Life.